# 斯文·里德雷尔
斯文·里德雷尔（德語：Sven Riederer，1981年3月27日—），瑞士男子铁人三项运动员。他曾获得2004年夏季奥运会铁人三项比赛男子个人铜牌。他也参加了2008年、2012年和2016年夏季奥运会。